# Поздняков, Олег Михайлович
Олег Михайлович Поздняков (1 сентября 1929 — 8 мая 2015) — российский учёный-физиолог, член-корреспондент РАМН и РАН.

## Биография
Работал в НИИ общей патологии и патологической физиологии РАМН. С 1972 года зав. лабораторией патоморфологии. 
Один из пионеров освоения в отечественной медицинской науке электронно-микроскопического метода исследования. 
Занимался изучением функциональной морфологии периферического нейромоторного аппарата в условиях экспериментальной и клинической патологии. 
Член-корреспондент РАМН c 23.03.1991. Член-корреспондент РАН c 27.06.2014, Отделение медицинских наук (Секция медико-биологических наук).
Доктор медицинских наук, профессор, заслуженный деятель науки РФ.
Умер в 2015 году. Урна с прахом захоронена в колумбарии на Донском кладбище.